# Pionerskaïa (métro de Moscou)
Pionerskaïa (en russe : Пионе́рская) est une station de la ligne Filiovskaïa (ligne 4 bleu clair) du métro de Moscou en Russie. Elle est située sur le territoire du raïon Fili-Davydkovo dans le district administratif ouest de Moscou.
Elle est mise en service en 1961 lors de l'ouverture de la section depuis la station 'Fili.
La station est ouverte tous les jours aux heures de circulation du métro. Elle est desservie par des autobus.

## Situation sur le réseau
Établie en surface, la station Pionerskaïa est située au point 107+81,331 de la ligne Filiovskaïa (ligne 4 bleu clair), entre les stations Kountsevskaïa (en direction de Kountsevskaïa), et Filiovski park (en direction de Aleksandrovski sad).

Installations ferroviaires
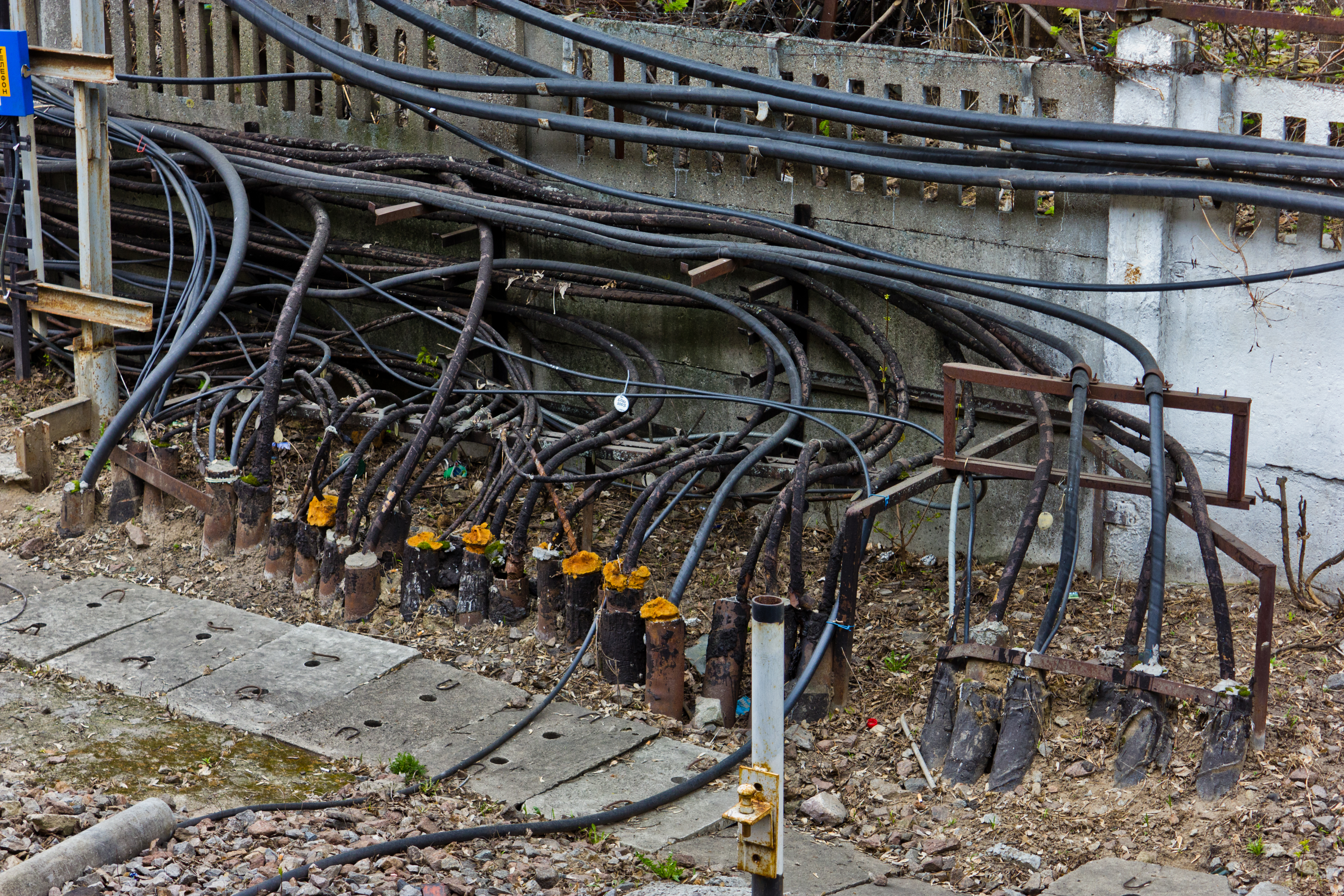
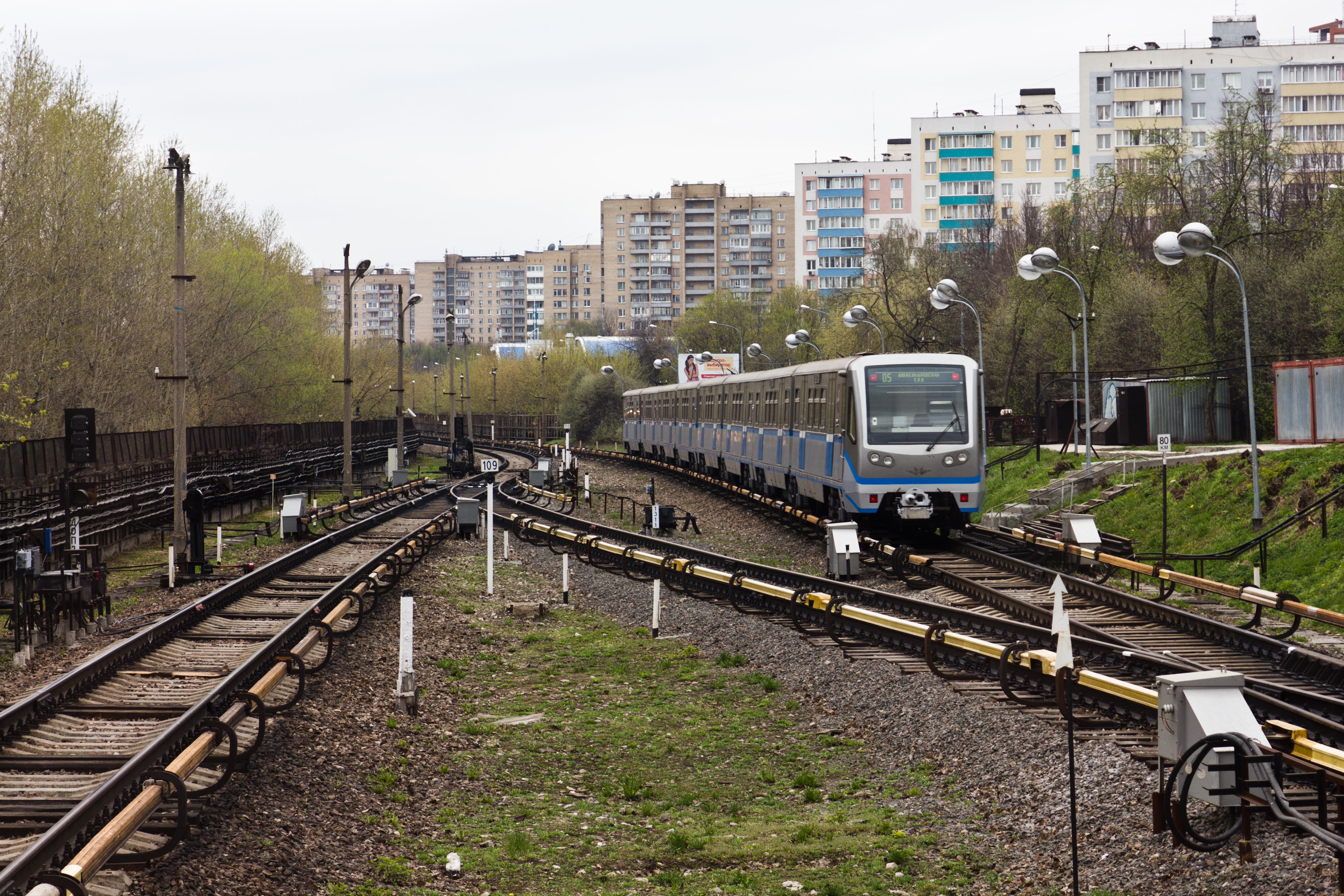
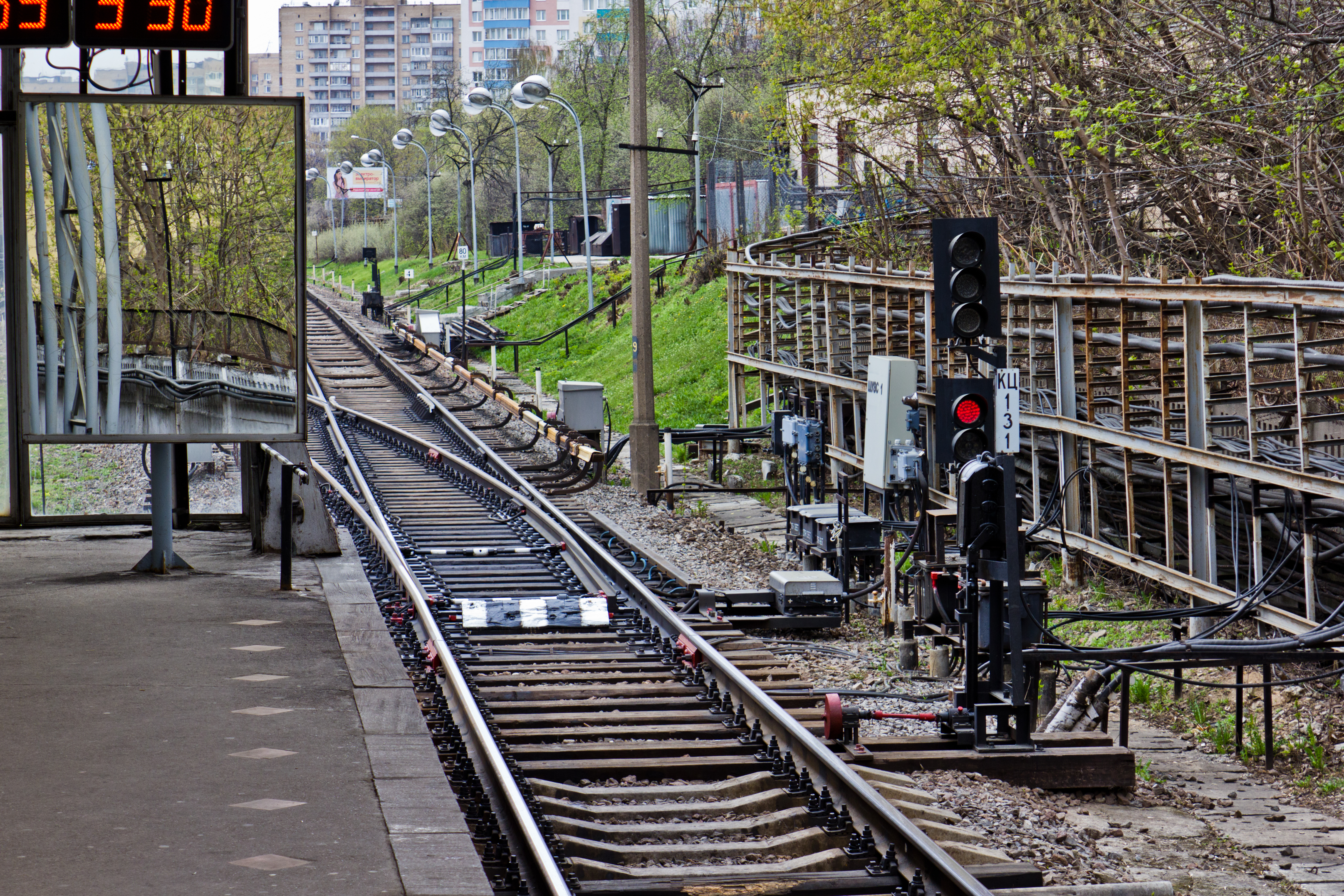

## Histoire
La station est mise en service le 13 octobre 1961, lors de l'ouverture à l'exploitation de la section de Fili à Pionerskaïa. Elle dispose d'une station de surface d'un modèle standard avec un quai central. Elle est conçue et réalisée par les architectes, Р.И.Погребной et В.А.Черемин, et les ingénieurs Л.В.Сачкова et Т.Б.Процерова.

## Services aux voyageurs

### Accès et accueil
La station dispose d'un guichet dans chacun des deux pavillons d'entrée, situé à la hauteur et de chaque côté de la voie routière qui franchit la ligne, par un pont, au centre de la station. Des escaliers permettent le lien avec le quai central situé en dessous,. 

### Desserte
Pionerskaïa est desservie par les rames qui circulent sur la ligne. Elle est ouverte chaque jour entre 5 h 40 et 1 h 0 (environ).

Quais et desserte
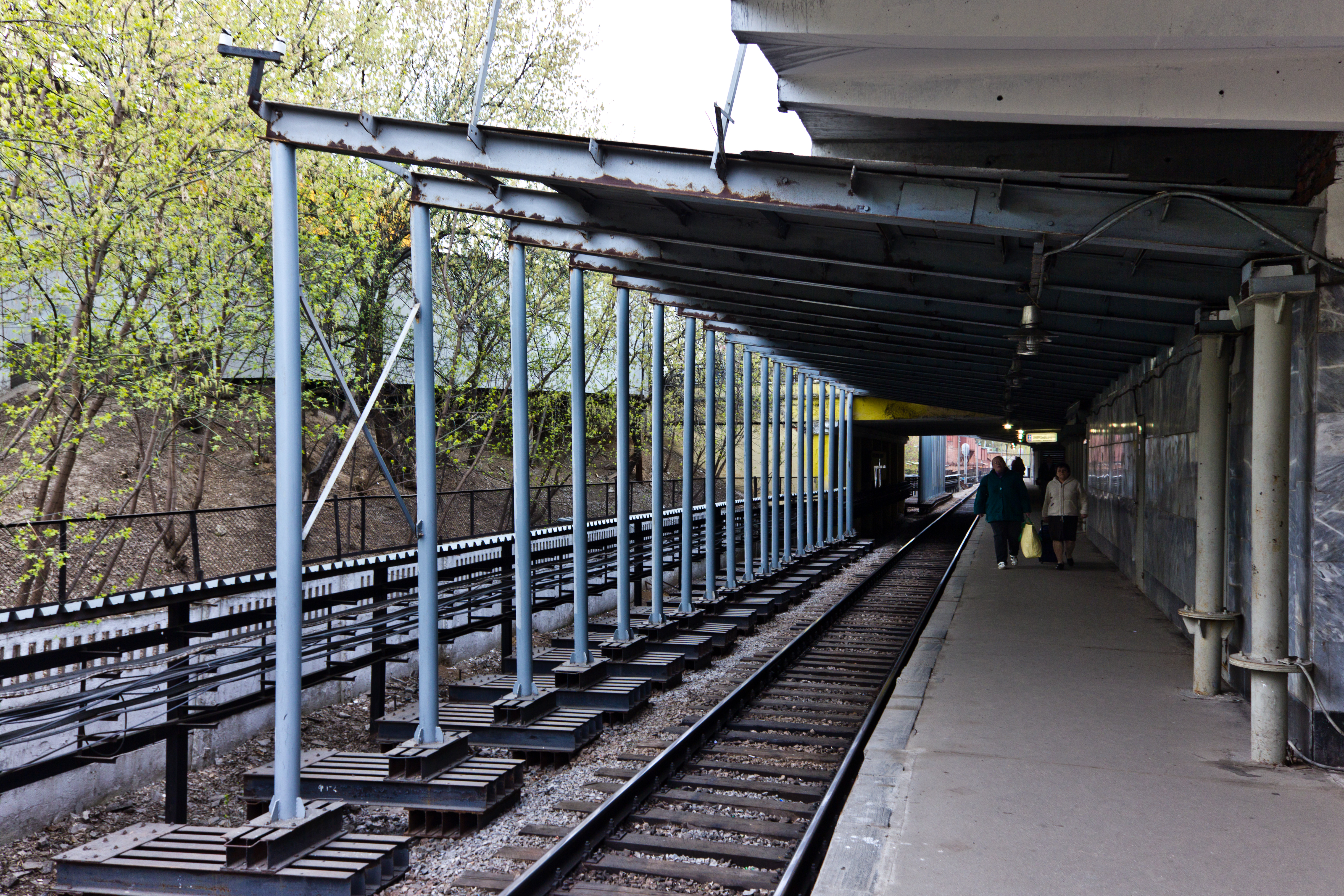
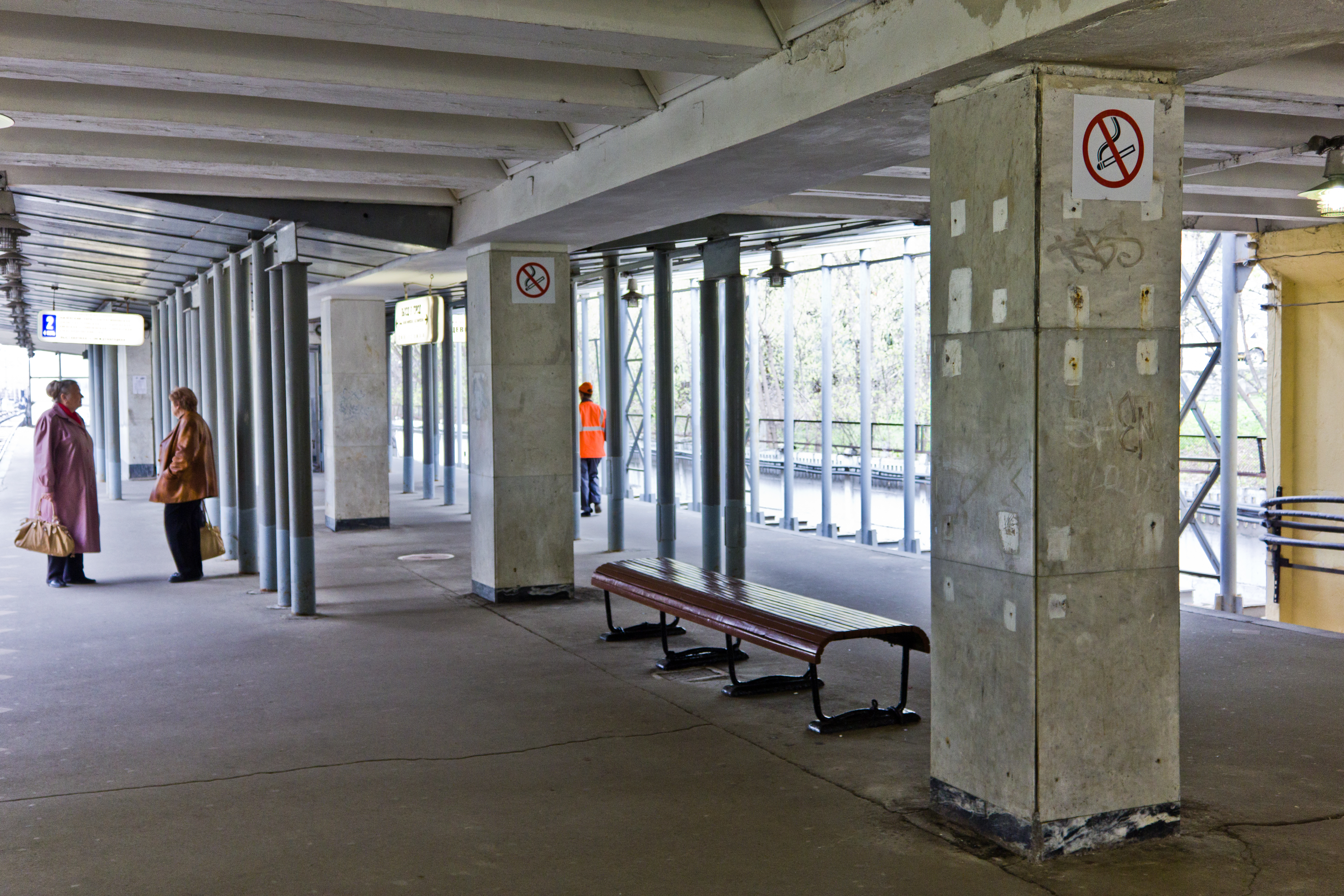
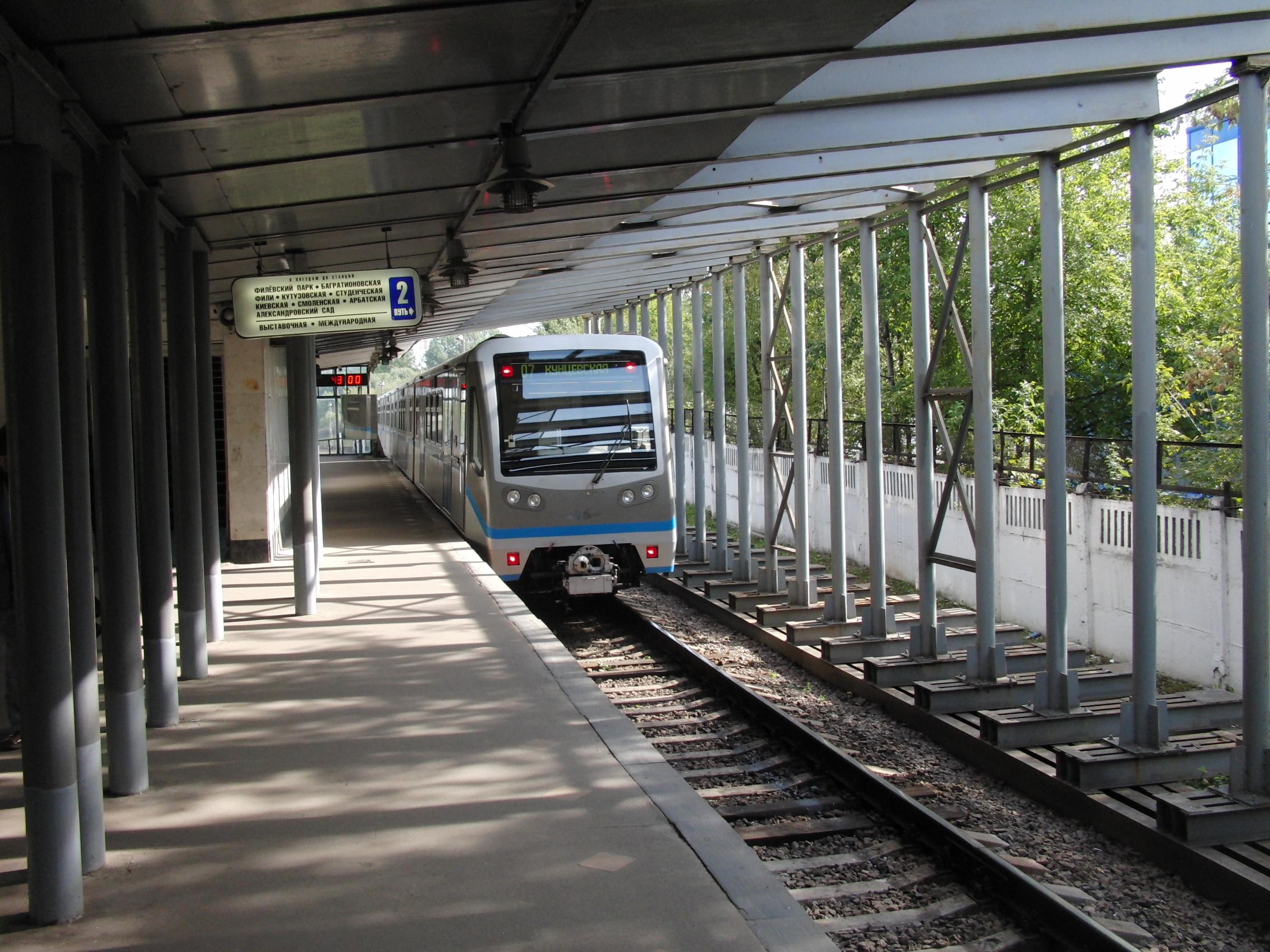

### Intermodalité
Des arrêts d'autobus sont situés sur les voies routières à proximité. Ils sont desservis par des bus des lignes : 73, 109, 135 et 178.